# Re'uven Šiloach
Re'uven Šiloach (hebrejsky: ראובן שילוח‎, rodným jménem Re'uven Zaslanski; 20. prosince 1909 – 10. května 1959) byl v letech 1951 až 1952 prvním ředitelem izraelské zpravodajské služby Mosad.

## Biografie
Narodil se v Jeruzalémě v tehdejší Osmanské říši (dnešní Izrael) jako Re'uven Zaslanski, příjmení Šiloach později přijal jako krycí. Jeho otec byl rabínem, který vedl svou rodinu v duchu ortodoxního judaismu. Již v raném věku ale Šiloach rodinu opustil. V roce 1930 se seznámil v New Yorku s Betty Bordenovou, se kterou se v roce 1936 oženil.
Již před vznikem Izraele se zapojil do politického života a působil i v oblastech týkajících se obrany židovských zájmů. Stal se blízkým přítelem a spolupracovníkem pozdějšího prvního izraelského premiéra Davida Ben Guriona. Před válkou za nezávislost v roce 1948 se mu podařilo získat plány Arabské ligy na invazi do Izraele. Následně začal cíleně navazovat vztahy se západními zpravodajskými službami. V prosinci 1949 začal na Ben Gurinovu žádost budovat izraelskou rozvědnou službu (později známou jako Mosad). Oficiálně tato služba vznikla 1. dubna 1951 a Šiloach byl jmenován jejím prvním ředitelem. Po odstoupení z této funkce pracoval na izraelském velvyslanectví ve Washingtonu.